# Widukindmuseum Enger
Das Widukindmuseum Enger ist ein Museum in der Stadt Enger im Kreis Herford, in dem die Geschichte des Sachsenherzogs Widukind sowie Legenden über dessen Leben und die seiner Nachfahren dargestellt werden. Untergebracht ist das Museum in einem alten Dielenhaus. Es wurde 1938 gegründet und am 20. August 2006 nach einer Planungs- und Umbauphase von etwa fünf Jahren wiedereröffnet. Das Museum befindet sich in unmittelbarer Nachbarschaft zur Engeraner Stiftskirche. Seit der Neueröffnung ist das Museum mit einem Audio-Führungssystem und multimedial ausgestattet.
Im Erdgeschoss des Gebäudes befindet sich eine historische Darstellung der Zeit Widukinds. Je eine Abteilung widmet sich den Sachsenkriegen und der Eingliederung von Sachsen in das fränkische Reich. Des Weiteren wird der Frage nachgegangen, ob Widukind in der Stiftskirche Enger begraben liegt. Die Ausgrabungsbefunde der Gräber aus dem Chor der Stiftskirche mit drei Skeletten sind im Museum nachgebildet worden. Außerdem gibt es dort ein modernes anthropologisches Forschungslabor, in dem Besucher an verschiedenen Stationen einen Einblick über die Analyse von historischer DNA gewinnen können.
Der Wandel des Umgangs mit der Widukind-Gestalt und das Bild, das im Laufe der Zeit von ihm herrschte, werden im ersten Obergeschoss präsentiert. Unter anderem wird auch auf den Umgang mit der Person Widukinds zur Zeit des Nationalsozialismus eingegangen.
Das Dachgeschoss des Hauses wird für Wechselausstellungen genutzt.